# Drosophila testacea
Drosophila testacea är en tvåvingeart som beskrevs av Roser 1840. Drosophila testacea ingår i släktet Drosophila och familjen daggflugor. Arten är reproducerande i Sverige.
Arten finns i Nordamerika, Europa, Fjärran östern och Ryssland.